# Withdean Stadium
Das Withdean Stadium ist ein Fußballstadion mit Leichtathletikanlage in der englischen Stadt Brighton, Vereinigtes Königreich. Es bietet Platz für 8.850 Zuschauer und diente dem Fußballverein Brighton & Hove Albion von 1999 bis 2011 als Heimspielstätte.

## Geschichte
Das Withdean Stadium in Brighton, einer englischen Stadt an der Küste des Ärmelkanals in der Grafschaft East Sussex, wurde im Jahre 1936 erbaut und noch im gleichen Jahr eröffnet. Zunächst wurde es ausschließlich von Brighton & Hove Athletics Club, einem Leichtathletikverein aus Brighton and Hove, also aus der Stadt Brighton und deren Nachbarort Hove. Bis 2011 wurde es zudem vom Fußballverein Brighton & Hove Albion als Austragungsort für Heimspiele genutzt. Allerdings zog der Verein, der derzeit in der Premier League spielt, erst 1999 ins Withdean Stadium um, da das zuvor von dem Verein genutzte Stadion, der Goldstone Ground, 1997 verkauft und abgerissen wurde. Das Withdean Stadium ist nach einer Umfrage des Observer von 2004 eines der unbeliebtesten Stadien in Großbritannien.
Brighton & Hove Albion plante seit längerem ein neues Stadion zu bauen; nachdem man den alten Goldstone Ground von 1901 verkaufte. Der Bau begann Ende 2008 und kostete ca. 100 Millionen £. Die neue Heimat der Seagulls, das den Namen Falmer Stadium (offizieller Sponsorenname: American Express Community Stadium) trägt, wurde Mitte 2011 fertiggestellt, sodass Brighton & Hove Albion zur Spielzeit 2011/12 in den Neubau umzog.